# Jüri Lossmann
Jüri Lossman ou Lossmann, né le 4 février 1891 à Kõo et mort le 1er mai 1984 à Stockholm, est un athlète estonien, spécialiste du fond. Il est le premier médaillé estonien en athlétisme. Affilié au Kalev Tallinn, il mesurait 1,69 m pour 58 kg. Il devient suédois après son exil dû à l'occupation soviétique de 1944.

## Biographie
Il s'enfuit en Suède en 1944, après l'invasion soviétique de son pays natal.

### Palmarès
| Date | Compétition           | Lieu   | Résultat | Performance       |
| ---- | --------------------- | ------ | -------- | ----------------- |
| 1920 | Jeux olympiques d'été | Anvers | 2e       | 2 h 32 min 48 s 6 |
| 1924 | Jeux olympiques d'été | Paris  | 10e      | 2 h 57 min 54 s 6 |

### Records
| Épreuve       | Performance       | Lieu | Date |
| ------------- | ----------------- | ---- | ---- |
| 10 000 mètres | 34 min 5 s 0      |      | 1924 |
| Marathon      | 2 h 32 min 48 s 6 |      | 1920 |